# Cantón de Pont-sur-Yonne
El Cantón de Pont-sur-Yonne es una división administrativa francesa, situada en el departamento de Yonne y la región Borgoña.
Su consejero general es Dominique Bourreau.

## Composición
El Cantón de Pont-sur-Yonne agrupa 16 comunas:
- Champigny
- Chaumont
- Cuy
- Évry
- Gisy-les-Nobles
- Lixy
- Michery
- Pont-sur-Yonne
- Saint-Agnan
- Saint-Sérotin
- Villeblevin
- Villemanoche
- Villenavotte
- Villeneuve-la-Guyard
- Villeperrot
- Villethierry

## Demografía
| 8,901 | 9,586 | 10,902 | 14,134 | 15,346 | 17,108 |
| Para los censos de 1962 a 1999 la población legal corresponde a la población sin duplicidades (Fuente: INSEE [Consultar]) |       |        |        |        |        |